# 佐藤みゆ希
佐藤 みゆ希（さとう みゆき、10月24日 - ）は、日本の女性声優。神奈川県出身。ケンユウオフィス所属。旧芸名は佐藤 美由希（読み同じ）。

## 来歴
日本工学院専門学校、talk back卒業。
かつては「佐藤美由希」名義で活動していたが、2022年1月1日より表記を「佐藤みゆ希」に変更した。

## 人物
特技は猫の声、犬の声、赤ちゃんの声、その人に似合うコーディネートを組むこと、マッサージ。趣味はゲーム、美術鑑賞、歌、ダンス、筋トレ、ネイルアート、イラスト。

## 出演
太字はメインキャラクター。

### テレビアニメ
2010年
- ピチ高野球部（トロリ）

2011年
- THE IDOLM@STER（女子高生B）
- 君と僕。（2011年 - 2012年、佐藤茉咲） - 2シリーズ
- ましろ色シンフォニー（女子生徒）
- WORKING'!!（CUのお姉さんの後輩）

2012年
- キングダム（友里）
- クイーンズブレイド リベリオン（シスターB）
- ジュエルペット サンシャイン（日下草香飛鳥明日香薫子）
- しろくまカフェ（客、園児、女子高生）
- NARUTO -ナルト- 疾風伝（アカデミーの生徒）
- ブラック★ロックシューター（女子生徒B、先輩、女子生徒A、先輩A、バスケ部先輩A 他）
- まじっく快斗（ネコ）

2013年
- クレヨンしんちゃん（2013年 - 2024年、女性C、赤ちゃん、お天気おねえさん、水着ギャル、キャスター 他）
- 黒魔女さんが通る!!（海音寺美珠亜、霧月姫香）
- 幻影ヲ駆ケル太陽（小野寺真美）
- 絶対防衛レヴィアタン（メタル）

2014年
- ガンダム Gのレコンギスタ（アネッテ・ソラ、チアガール、チアリーダー）
- 山賊の娘ローニャ（ずんぐり小人・ちびちゃん）
- スミ子（くるみちゃん）

2015年
- 牙狼〈GARO〉-炎の刻印-（オルエッタ）
- すべてがFになる THE PERFECT INSIDER（呉）
- 超ロボット生命体 トランスフォーマーアドベンチャー（ハンク）
- ドラえもん（テレビ朝日版第2期）（2015年 - 2018年、赤ちゃん、ティッシュ配りの女子、赤ん坊）

2016年
- GRAVITY DAZE 2
- ツキウタ。 THE ANIMATION（2016年 - 2020年、夜〈小学生・幼少期〉） - 2シリーズ
- 霊剣山 シリーズ（2016年 - 2017年、梁秋、岳馨瑶） - 2シリーズ

2017年
- チェインクロニクル 〜ヘクセイタスの閃〜（ファティマ）
- 地獄少女 宵伽（ジェラート・ハル）

2021年
- ブラッククローバー（ハールベート・シュヴール）
- ふしぎ駄菓子屋 銭天堂（2021年 - 2023年、今寺貴樹、かるめ）
- ルパン三世 PART6（サラントヤ）

2022年
- 平家物語（安徳天皇〈赤ん坊〉/ 安徳天皇）
- 忍たま乱太郎（赤ちゃん）

2023年
- キボウノチカラ〜オトナプリキュア'23〜（星野家の赤ちゃん）

2024年
- 明治撃剣-1874-（小梅、Girl）
- 転生したら第七王子だったので、気ままに魔術を極めます（2024年 - 2025年、カタリナ） - 2シリーズ
- シンカリオン チェンジ ザ ワールド（氷室ユキ）

### 劇場アニメ
- STAND BY ME ドラえもん（2014年、腕時計の音声[要出典]）
- あなたをずっとあいしてる（2015年、トロン〈幼少期〉）
- ミルキーパニック twelve（2018年、シシカ）
- Gのレコンギスタ I・II（2019年 - 2020年、アネッテ・ソラ） - 2作品
- 竜とそばかすの姫（2021年）

### OVA
- となりの関くん（2014年、ネコB）※単行本第5巻付属

### Webアニメ
- BROTHERHOOD FINAL FANTASY XV（2016年、ノクティス・ルシス・チェラム〈幼少期〉）[13]
- HERO MASK（2018年、メイ・ホワイト）
- 無限の住人-IMMORTAL-（2020年、索太郎）
- ホクレンアニメーション「from North Field_ episode2 リョータとポー」（2020年、山下亮太[14]）
- バイオ村であそぼ♪（2021年、アンジー、ドナさん）
- 大奥（2023年、お信[15]）

### ゲーム
2010年
- コール オブ デューティ ブラックオプス（サマンサ・マクシス）

2011年
- マブラヴ オルタネイティヴ クロニクルズ 憧憬（部隊員2）

2012年
- Borderlands 2（女性消防士）
- 真・三國無双6 Empires（エディット音声〈冷静2、活発2〉）

2014年
- うちの姫さまがいちばんカワイイ（熱血姫 炎緒 英瑠）
- コール オブ デューティ アドバンスド・ウォーフェア
- ヒーローズプレイスメント（岩見沢彩香、東美々、中村メイ）

2015年
- 刻のイシュタリア（穢れなき炎ヘスティア、聖刻を護る者ウァサゴ）
- 幻獣契約クリプトラクト（メリッサ、コラット）
- 幻獣姫（スネグーラチカ）
- ドラゴンクエストVIII 空と海と大地と呪われし姫君（ラジュ、幼少ククール）
- ドラゴンクエストヒーローズ 闇竜と世界樹の城（ドワーフ族長の娘 他）

2016年
- 一血卍傑 -ONLINE-（ヤギュウジュウベエ）
- クイズRPG 魔法使いと黒猫のウィズ（2016年 - 2022年、ヴェレッド、ロゼッタ・ラッシュ、ゾエル〈幼少期〉）
- グランドサマナーズ（麗艶亡姫メイラ）
- 幻獣契約クリプトラクト（星の伝道師シャイン）
- 白猫プロジェクト（ヤマネ)
- 潜空のレコンキスタ（アルテミス、炎氷の姉弟 ジェミニ、ルー）
- 誰ガ為のアルケミスト（ペリドット）
- チェインクロニクル（運命の魔女ファティマ）
- 討鬼伝2（久音）
- ドラゴンジェネシス 聖戦の絆（ミネルヴァ）
- ファイナルファンタジーXV（ノクティス・ルシス・チェラム〈幼少期〉）
- フィリスのアトリエ 〜不思議な旅の錬金術士〜（パルミラ、司書ラウラ、ぷに）
- League of Legends（ヌヌ&ウィルンプ）

2017年
- 幻獣契約クリプトラクト（黒雪姫ノワール、戦旗の女神メリッサ、ジャン・ベール）
- 天空のクラフトフリート（シロント）
- 刻のイシュタリア（雛祭りの歌人コマチ、浄穢の災禍マガツヒ）
- 魔法陣少女 ノブナガサーガ（ノストラダムス）
- リディー&スールのアトリエ 〜不思議な絵画の錬金術士〜（パルミラ）
- ワールド オブ ファイナルファンタジー メリメロ（ブリザ、ベビートンベリ 他）

2018年
- ドラゴンクエストビルダーズ2 破壊神シドーとからっぽの島
- 三国 -IKUSA-（孫尚香）
- 星と翼のパラドクス（シャーリー）

2019年
- キングダム ハーツIII
- ラングリッサー モバイル（ソニア）
- SEKIRO: SHADOWS DIE TWICE（九郎）
- ドラガリアロスト（パティア）
- 魔王と100人のお姫様（クレオパトラ）

2020年
- ディズニー ツイステッドワンダーランド（リドル・ローズハート〈幼少期〉）
- The Awesome Adventures of Captain Spirit（クリストファー・エリクセン）
- ライフ イズ ストレンジ2（クリストファー・エリクセン）
- モンスターハンター ライダーズ（ルーナ、セレン、フレデリカ）
- 聖闘士星矢 ライジングコスモ（六分儀座・瑠奈）
- 綺幻人形館-ドールナイト-（ティナ）

2021年
- バディミッション BOND（少年ルーク）
- モンスターストライク（モノノケ少女〈妲己〉）
- BALAN WONDERWORLD（ユリ・ブランド、ブリリアントワーム）
- バイオハザード ヴィレッジ（ドナ・ベネヴィエント、アンジー）

2022年
- アズールレーン（ジャーヴィス）
- ゼノブレイド3（セナ、ケハケバー）
- 魔法使いと黒猫のウィズ（ゾエル)
- 誓約少女 〜祝砲の元に集いし戦姫たち〜（扶桑、キーロフ）

2024年
- ユニコーンオーバーロード（ベレニス）
- 百英雄伝（ヤエル）
- モンソニ!（2024年 - 2025年、妲己）
- 護縁（水蛙大聖）

### ドラマCD
- オレンジのココロ－トマレ－（朝丘みやこ、女子生徒、看護士）
- 血液型男子。キャラクタードラマCD O型
- さあ 恋におちたまえ（女生徒2）
- 三国恋戦記〜オトメの兵法!〜 翼徳篇
- 深想心理 二重螺旋5（加持）
- ニーナとうさぎと魔法の戦車（FT隊員）
- ディメンタルマン（レイチェル・ユマ・ローナン）
- 魔術士オーフェン しゃべる無謀編（ヒヨ・エグザクソン）

### オーディオドラマ
- 私の教祖さま（2022年、朝比奈アイネ[33]）

### 吹き替え

#### 映画
- アイス・クエイク（ティア・ウェブスター〈ジョデル・フェルランド〉）
- あと1センチの恋
- インポッシブル（サイモン〈オークリー・ペンダーガスト〉）
- 終わらない週末（ローズ〈ファラ・マッケンジー〉[34]）
- オン・ザ・ロック
- カウガールズ・アンド・エンジェルズ
- クローバーフィールド・パラドックス
- ゲーム・チェンジ 大統領選を駆け抜けた女
- GODZILLA ゴジラ（女子生徒[35]）
- 最初に父が殺された（ルオン・ウン〈サリウム・スレイモック〉）
- サバービコン 仮面を被った街（ニッキー・ロッジ〈ノア・ジュープ〉）
- ザ・マスター（ドリス・ソルスタッド〈マディセン・ベイティ〉）
- ジェム&ホログラムス（キンバー〈ステファニー・スコット〉）
- ジャスト・ア・メリークリスマス
- ジャックはしゃべれま1,000
- ジャッジ 裁かれる判事
- ジュピター
- 少女ファニーと運命の旅（ジョルジェット〈ジュリアンヌ・ルプロー〉）
- 死霊館（エイプリル・ペロン〈イラ・ディーヴァー〉）
- 人生はビギナーズ
- スマーフ（姉〈ダリア・レイ・フィグロ〉[36]）
- セレニティー:平穏の海（パトリック・ディル〈ラファエル・サーイグ〉）
- ダムゼル/運命を拓きし者（フロリア〈ブルック・カーター〉）
- ティモシーの小さな奇跡
- ドクター・スリープ（幼少期のダニー・トランス〈ロジャー・デール・フロイド〉[37]）
- ノア 約束の舟
- パパVS新しいパパ（メーガン〈スカーレット・エステヴェス〉）
  - パパVS新しいパパ2
- パラノーマル・アクティビティ5（リーラ〈アイヴィー・ジョージ〉）
- ハンガー・ゲーム（ルー〈アマンドラ・ステンバーグ〉）※ソフト版
- ブライト（ソフィア・ウォード）
- ブルー きみは大丈夫（ベンジャミン〈アラン・キム〉[38]）
- ブレンダン・フレイザー 追撃者
- HELL（レオニー）
- MAMA（リリー〈イザベル・ネリッセ〉）
- ミスターGO!（リャン・スニ〈キム・ゴウン〉）
- MEG ザ・モンスター（メイイン〈ソフィア・ツァイ〉[39]）
- Love, サイモン 17歳の告白（ノラ・スピアー〈タリタ・ベイトマン〉）
- レディ・プレイヤー1（グレイディの双子①②[40]）
- ローガン・ラッキー（セイディ・ローガン〈ファラ・マッケンジー〉）
- 6才のボクが、大人になるまで。
- わたしを離さないで
- ワンス・アポン・ア・タイム・イン・ハリウッド（トゥルーデイ〈ジュリア・バターズ〉[41]）

#### ドラマ
- アバウト・タイム〜愛おしい時間について〜
- アンフォゲッタブル 完全記憶捜査
- 会いたい（チェ・ボラ〈キム・セロン〉）
- ER緊急救命室XV（ルーシー・ムーア〈アリエル・ウィンター〉）
- 11/22/63 #1, #2, #3
- イタズラなKiss〜Playful Kiss
- ウェイバリー通りのウィザードたち
- ウエストワールド
- ウォッチメン（ビアン〈ジョリー・ホアン・ラパポート〉）
- NCIS: ニューオーリンズ #4
- ギルモア・ガールズ
- キム・マンドク 美しき伝説の商人
- キャッスル 〜ミステリー作家は事件がお好き
- 奇皇后 〜ふたつの愛 涙の誓い〜（アユルシリダラ皇子〈キム・ジヌ〉）
- グッドラック・チャーリー（キット〈ライアン・ニューマン〉）
- クラッシュとバーンスティーン（ワイアット・バーンセン〈コリン・ジェンセン〉）
- クリミナル・マインド FBI行動分析課
  - シーズン8 #5（レクシー・ケリガン）
  - シーズン9 #6（カイリー・カーペンター）
  - シーズン11 #6
  - シーズン12 #3（リネル）
- クリミナル・マインド 国際捜査班
- GRIMM/グリム シーズン3 #2（ダイアナ）
- ケース・センシティブ 静かなる殺人
- ゲーム・オブ・スローンズ（ブランドン〈ブラン〉・スターク〈アイザック・ヘンプステッド＝ライト〉、イリ、ミアセラ・バラシオン（〈ネル・タイガー・フリー〉）、オルネラ〈ハナ・ジョン＝カーメン〉、ビアンカ、タラ・ターリー、リアナ・モーモント、ミランダ〈シャーロット・ホープ〉）
- 刑事ジョー パリ犯罪捜査班 #1
- ケネディ家の人びと #4
- コード・ブラック 生と死の間で（アリエル〈エミリー・アリン・リンド〉）
- GOTHAM/ゴッサム（セリーナ・“キャット”・カイル〈キャムレン・ビコンドヴァ〉）
- サンタのリストで大さわぎ!
- ザ・シューター（メアリー・スワガー）
- THE BLACKLIST/ブラックリスト #1（ベス・ライカン〈デルフィーナ・ベル〉）
- THE BLACKLIST/ブラックリスト シーズン2 #15
- THIS IS US 36歳、これから
- シェキラ!（サリー）
- 主任警部アラン・バンクス
- 新チャーリーズ・エンジェル
- CSI:サイバー2 #1（レイ）
- スタートレック:ピカード
- スタートレック:ストレンジ・ニュー・ワールド（ルキア）
- スパルタカスIII ザ・ファイナル
- セックス/ライフ（ハドソン）
- セレブの誕生（ソン・ナヨン 他）
- 戦争と平和（ニコーレンカ・ボルコンスキイ）
- 孫子兵法（妃）
- ナイトメア〜血塗られた秘密〜 #4
- ナース・ジャッキー シーズン6 #6
- のだめカンタービレ〜ネイル カンタービレ（チェ・ミニ〈佐久桜〉）
- leftovers/残された世界 #1, #2, #7, #10
- 大草原の小さな家（キャリー・インガルス〈リンゼイ&シドニー・グリーンブッシュ〉[42]）※NHK BSプレミアム版
- ダメージ シーズン4〜5
- 超能力ファミリー サンダーマン シーズン3（クロエ〈マヤ・ル・クラーク〉）
- デスパレートな妻たち シーズン8 #17（ブリー・バン・デ・カンプ〈幼少期〉）
- TRUE DETECTIVE/二人の刑事 #1, #2, #3, #5, #6, #8
- とび蹴りアチョ〜ズ（ジュリー、ジャック〈幼少期〉）
- ドクターズ 恋する気持ち（チョン・スニ）
- トワイライト・ゾーン シーズン1 #5（オリバー〈ジェイコブ・トレンブレイ〉[43]）
- 花ざかりの君たちへ（ミン・ヒョンジ〈キム・ユビン〉）
- ビッグ・リトル・ライズ 〜セレブママたちの憂うつ〜（アビゲイル・マッケンジー〈キャスリン・ニュートン、ジギー〈イアン・アーミテージ〉）
- フォーリング スカイズ（カレン・ナドラー〈ジェシー・シュラム〉）
- フラーハウス（ラモーナ・ギブラー〈ソニー・ニコル・ブリンガス〉）
- ブレイキング・バッド シーズン3〜5
- フーディーニ&ドイルの怪奇事件ファイル〜謎解きの作法〜
- VEGAS/ベガス #5
- BONES シーズン8 #14, #18, #24
- ホワイトチャペル3 終わりなき殺意（イーヴィー・ピクスリー）
- ポリティカル・アニマルズ #6
- THE MENTALIST メンタリストの捜査ファイル
  - シーズン2 #16（イザベル・シーバーグ）、#17（レイニー・バンクス）、#20（アシュリー・ハリントン）
  - シーズン3 #14（トリーナ〈ケイトリン・ディーヴァー〉）
  - シーズン4 #23（ヘイリー）
  - シーズン5 #21（サラ・パーソンズ）
  - シーズン6 #15（ウェイトレス）
  - ファイナル・シーズン #13
- ヤング・スーパーマン シーズン8 #9（クロエ〈幼少〉）
- ライ・トゥ・ミー 嘘の瞬間 シーズン2（オリビア、女の子）
- レバレッジ 〜詐欺師たちの流儀 シーズン2（ゾーイ）
- レ・ミゼラブル（コゼット〈幼少期〉）
- 乱暴〈ワイルド〉なロマンス
- 私はラブ・リーガル
  - シーズン2 #4（スージー・ウェイクフィールド）
  - シーズン3 #8（エラ・ベイリー）
  - シーズン4 #2
- ワンス・アポン・ア・タイム シーズン2 #16（エヴァ王女〈エヴァ・ボーン〉）
- ワンス・アポン・ア・タイム シーズン3 #18

#### アニメ
- ウィスカー・ヘイブン〜ロイヤルペットものがたり〜（ドリーミィ）[44]
- おしゃれにナンシー・クランシー（ブリー）
- 怪盗グルーのミニオン危機一発
- ギガントサウルス（マズ[45]）
- サンダーバード ARE GO（イーオス）
- シュガー・ラッシュ:オンライン（スワティ[46]、モー）
- スター・ウォーズ レジスタンス（トーラ・ドーザ[47]）
- ターミネーター0（レイカ[48]）
- ちいさなプリンセス ソフィア（デズモンド王子）
- チクタク・タウン（タルーラ）
- チャギントン（トゥート[49]）
- パラノーマン ブライス・ホローの謎（サルマ）
- 秘密のまほう管理局（エージェントドーター）
- ボス・ベイビー（ティムの娘）※機内上映版（DVD&BD収録）
- ボックストロール（エッグス）
- ボルトロン
- レゴニンジャゴー ザ・ムービー
- ロード・オブ・ザ・リング/ローハンの戦い（女の子1[50]）

### デジタルコミック
- ノーマルガール（2023年、御影伊織[51]）

### ナレーション
- ケーブルテレビYOU テレビ番組
- 地域の犯罪情報
- ハワイアンLIVE IN BIRDISLAND 日本アロハ協会CM

### ボイスオーバー
- 奇跡体験!アンビリバボー（フジテレビ）
- 世界が騒然!本当にあった(秘)衝撃ファイル（テレビ東京）

### ラジオ
- ぱるぷんて RPG風ユニット（2015年2月11日 - ）

### 舞台
- 生きてるうちが華なのよ TAIAI（2023年）[52]

### その他コンテンツ
- ABUアジア子どもドラマシリーズ（2017年 / NHK教育）
- エンタメ〜テレ 神おけ（第20、21回 - ゲスト）
- バイオ村であそぼ♪（2021年、アンジー / カプコン）

### シリーズ一覧
1. ↑  第1期（2011年）、第2期『2』（2012年）
2. ↑  第1期（2016年）、第2期『2』（2020年）
3. ↑  第1期『星屑たちの宴』（2016年）、第2期『叡智への資格』（2017年）
4. ↑  第1期（2024年）、第2期（2025年）